# 卜平樓
卜平物理實驗室（英語：Pupin Physics Laboratories），又稱為卜平樓（Pupin Hall），位於美國紐約州紐約市西120街538號，是哥倫比亞大學物理學系及天文學系的所在地。卜平樓於1925年至1927年間建成，並在1935年以該年逝世的塞爾維亞裔美國發明家米海洛·卜平命名。

## 歷史
卜平樓於1925年至1927年間落成，在1935年以該年逝世的塞爾維亞裔美國發明家米海洛·卜平命名。卜平樓建成後成為哥倫比亞大學物理學系和天文學系的所在地。自1920年代開始，卜平樓曾是美國物理學會的總部，而美國航空科學學會（美国航空航天学会前身之一）亦在1932年在卜平樓成立。
1933年至1934年間，天文學家华莱士·约翰·埃克特曾在卜平樓构造第一部设备可自动進行一般科学计算的儀器。1938年，伊西多·拉比在卜平樓發現核磁共振。翌年1月25日，在哥倫比亞大學擔任教授的諾貝爾物理學獎得主恩里科·費米得悉德國科學家成功分離鈾原子核的消息後，在卜平樓的地牢成功複製有關實驗，亦因此促成建造原子彈的曼哈頓計劃，但其後為避免德軍轟炸卜平樓，而將計劃遷至芝加哥大學進行。1940年，哥倫比亞大學的科學家利用卜平樓的回旋加速器為纯铀样品的亚原子粒子加速，並确定其可裂变的形式。他們亦發現鈾-235比較常見的鈾品種更容易分解。除此以外，調頻廣播和激光亦是在卜平樓發明。第二次世界大戰期間，卜平樓亦曾進行铀分离實驗和重水生产研究。
1965年，美國內政部將卜平樓列為美國國家歷史地標，以紀念在卜平樓進行的重要實驗。2009年，美國物理學會亦將卜平樓列為「物理歷史地標」。

## 結構
卜平樓為一幢以磚牆建造的高層大廈，天台設有一個天文台圆顶，裡面為以天文学家和哥倫比亞大學受托人路易斯·拉瑟弗德命名的拉瑟弗德天文台。卜平樓的入口設在5樓，而其8樓設有物理圖書館，而該層的813室為伊西多·拉比的辦公室。拉比曾在該辦公室辦公超過50年，其後闢為紀念室，展出拉比的辦公桌、椅子、黑板及其書籍。該房間亦設有5塊介紹拉比生平的墙板。卜平樓走廊亦設有介紹哥倫比亞大學的諾貝爾獎得主和其他曾在哥倫比亞大學任職的物理學家的展覽，並展示阿爾伯特·愛因斯坦、羅伯特·密立根、亨德里克·勞侖茲、馬克斯·普朗克和恩里科·費米等人的書信。
卜平樓的地下室曾設有全世界歷史最悠久的回旋加速器。該回旋加速器重30長噸（30公噸），高7英尺（2.1），寬12英尺（3.7），於1940年開始使用，直至1965年停用。該回旋加速器用作儲存回旋粒子的金屬及部份辅助设备其後贈予華盛頓特區的史密森尼学会。2007年秋季，哥倫比亞大學校報刊登《回旋加速器成為歷史》一文，導致保育人士組織請願要求保留回旋加速器，並在哥倫比亞大學校內引發有關回旋加速器價值的討論。其後，哥倫比亞大學校方宣佈丟棄該回旋加速器。